# Улрих фон Рехберг
Улрих фон Рехберг (на немски: Ulrich (I) von Rechberg; † 1206?; fl 1179 – 1205) е първият известен от благородническия швабски род Рехберг, господар на Хоенрехберг (при Швебиш Гмюнд), бургграф на Аугсбург, бургхауптман в Хоенщауфен и херцогски маршал на Херцогство Швабия.
Родът е издигнат през 1577 г. на фрайхерен, а през 1607 г. на графове.

## Фамилия
Първи брак: с Аделхайд/Едилхардис фон Рамис († сл. 1205). Те имат три деца:
- Хилдебранд фон Рехберг († сл. 1226), fl 1194 – 1226, господар на Хоенрехберг, швабски херцогски маршал, женен за маршалка Анна фон Папенхайм († сл. 1237), дъщеря на маршал Хайнрих фон Папенхайм и Анна фон Бибербах (?)
- Зигфрид III фон Рехберг († 23 август 1227, Бриндизи), епископ на Аугсбург (юни 1208 – 1227), участник в Кръстоносния поход от 1218/1219 г. в Дамиета
- Аделхайд фон Рехберг († сл. 1221), омъжена за трухсес фон Хайнрих фон Валдбург († сл. 6 февруари 1208), син на Бертолд фон Валдбург († сл. 1181) и Аделхайд фон Юстинген

Втори брак: в Скиве, Дания, с Берхтерад фон Бибербах († сл. 1205). Бракът е бездетен.